# الثابتون
الثابتون (باليابانية: CLAMP学園探偵団 كورامبو غاكوين تانتيدان) وتعني «محققو أكاديمية كلامب» هو مسلسل أنمي ياباني من 26 حلقة مقتبس عن سلسة مانغا من تأليف كلامب. تم بث المسلسل في اليابان على تي في طوكيو في الفترة بين 3 مايو 1997، و25 أكتوبر 1997. وقد تمت دبلجته إلى العربية في أستوديوهات مركز الزهرة التابع لقناة سبيس تون التي بثت المسلسل.

## القصة
تدور أحداث هذه السلسلة حول ثلاثة أولاد من المدرسة الابتدائية مهمتهم هي مساعدة الفتيات عند الخطر ومغامرتهم في المدرسة، وزعيم هذه المجموعة الصغيرة هو (Nokoru). تبدأ أحداث القصة في يوم بينما يلاحظ أحد الأولاد امرأة تبكي، فيهب مع صديقاه لإنقاذها وهذا ما دعاهم إلى تشكيل محققي مدرسة كلامب، بينما تتناول السلسلة حول هذا الثلاثي الخاص لمساعدة أي فتاة تكون في خطر، لكن لاحقاً تصبح المسألة أكثر جدية.

## الشخصيات
- ليو (باليابانية: 妹之山 残)
  - مؤدي الصوت: رأفت بازو
  - طالب ذكي في الصف السادس ورئيس مجلس إدارة المدرسة الابتدائية وزعيم مجموعة المحققين.
- مورا (باليابانية: 鷹村 蘇芳)
  - مؤدي الصوت: زياد الرفاعي
  - هو طالب في الصف السادس وهو دائم الهدوء والصمت. سكرتير مجلس طالب القسم الأول ورئيس لوحة المدرسة الابتدائية وهو خبير في فنون الدفاع الذاتي.
- أكيرا (باليابانية: 伊集院 玲)
  - مؤدي الصوت: لمى الشمندي
  - طفل جميل مليء بالحياة وهو امين صندوق لوحة المدرسة الابتدائية ويعتبر كبير الطباخين من الدرجة الأولى.
- أوتاكو أوكاوا (باليابانية: 大川 詠心) / يوكا
  - مؤدي الصوت: سمر كوكش
  - فتاة من عائله غنيه جداً تحب اللعب وتدرس في روضة الأطفال وهي صديقة أكيرا.
- أزيا (باليابانية: 梓夜 凪砂)
  - مؤدي الصوت: أميرة حذيفي
  - طفلة خجولة وهي أفضل صديقه لاوتاكو.
- المديرة (باليابانية: 理事長)
  - مؤدي الصوت: سمر كوكش
- إيدامو يوداجي (باليابانية: 雄大寺 挑)
  - مؤدي الصوت: عتاب نعيم
  - شخصيه جديده وعدو غامض في بداية الأمر ودخل على نظام المدرسة الامني ..وهو طالب نموذجي وذكي جداً وعازف بيانو كبير.

## الممثلون
- زياد الرفاعي - مورا
- رأفت بازو - ليو
- لمى الشمندي - أكيرا
- سمر كوكش - أوتاكو أوكاوا، المديرة
- أسيمة يوسف
- رغدة الخطيب
- أميرة حديفي - أزيا
- لينا ضوا
- عتاب نعيم - إيدامو يوداجي
- ليندا حمود
- محمود الحسين
- هبة شالاتي
- عادل أبو حسون
- محمد خير أبو حسون
- هزار الحرك

## طاقم العمل

### النسخة العربية
- الإعداد: جوليا بدر
- المراجعة: د.شفيق بيطار، عماد عكر
- التدقيق اللغوي: رمضان أيوب
- الترجمة: نوار الحمصي
- الصوت والمكساج: غسان حرفوش
- المونتاج: سامر أبو حمد
- كلمات الشارة: طارق العربي طرقان
- غناء: رشا رزق
- تنفيذ الموسيقا الشارة: إبراهيم سليماني
- تسجيل الشارة: سامر أبو عسلي
- التترات: محمد القزة
- المتابعة المالية: محمد حسان مهنا، عبد القادر نبهان
- إدارة الإنتاج: رضوان حجازي
- مساعد مخرج: إيهاب حداقي
- إنتاج وتوزيع: كارتون ستار (ماهر الحاج ويس)
- تنفيذ الدوبلاج: مركز الزهرة
- الإشراف الفني: مأمون الرفاعي

## وصلات خارجية
- الموقع الرسمي
- صفحة IMDb
- محققو أكاديمية كلامب في تي في.كوم
- الثابتون على موقع ANN manga (الإنجليزية)